# Il postale inglese
Il postale inglese (The English Mail-Coach) è un saggio dello scrittore inglese Thomas de Quincey. Venne pubblicato per la prima volta nel 1849 sul periodico britannico Blackwood's Magazine. È il seguito del libro Suspiria De Profundis del 1845 e del precedente Le confessioni di un mangiatore d'oppio (Confessions of an English opium-eater) del 1822.
Il libro è considerato come la pubblicazione più rilevante per lo studio universitario, l'analisi e la critica della letteratura dell'autore.

## Struttura
Il libro è suddiviso in tre capitoli:
- La gloria del movimento
- La visione della morte improvvisa
- Fuga dal sogno

## Contenuto
Il saggio intende celebrare le "mail-coach", un particolare sistema di trasporto per diligenza che assicurava un servizio di trasporto di posta e passeggeri che effettuava meno fermate delle diligenze ordinarie. Tali carrozze, introdotte nel 1635, vennero progressivamente eliminate a partire dal 1840 per essere sostituite dai servizi ferroviari. Nel primo capitolo vengono descritti i vantaggi di queste carrozze, attraverso testimonianze dirette dell'autore, che le utilizzava nei suoi spostamenti quotidiani per tornare da Oxford quando era studente.
Nel secondo capitolo de Quincey racconta un episodio avvenuto in una notte di agosto 1818, quando durante un suo viaggio da Manchester a Kendal il cocchiere si addormentò, rischiando di travolgere un piccolo calesse che trasportava una giovane coppia. Il terzo capitolo del libro vede come protagonista proprio la ragazza della coppia, che diventa una presenza costante in parecchi sogni apocalittici dell'autore, che la ritrova in molte situazioni pericolose o mortali.

## Edizioni e traduzioni italiane
- Thomas de Quincey, Il postale inglese, Bologna, Cappelli, 1984, ISBN non esistente.
- Thomas de Quincey, Il postale inglese, Milano, SE, 1996, ISBN 88-7710-337-X.
- Thomas de Quincey, Il postale inglese, Roma, Cooper, 2004, ISBN 88-7394-037-4.